# مشروع الجينوم (أحياء)

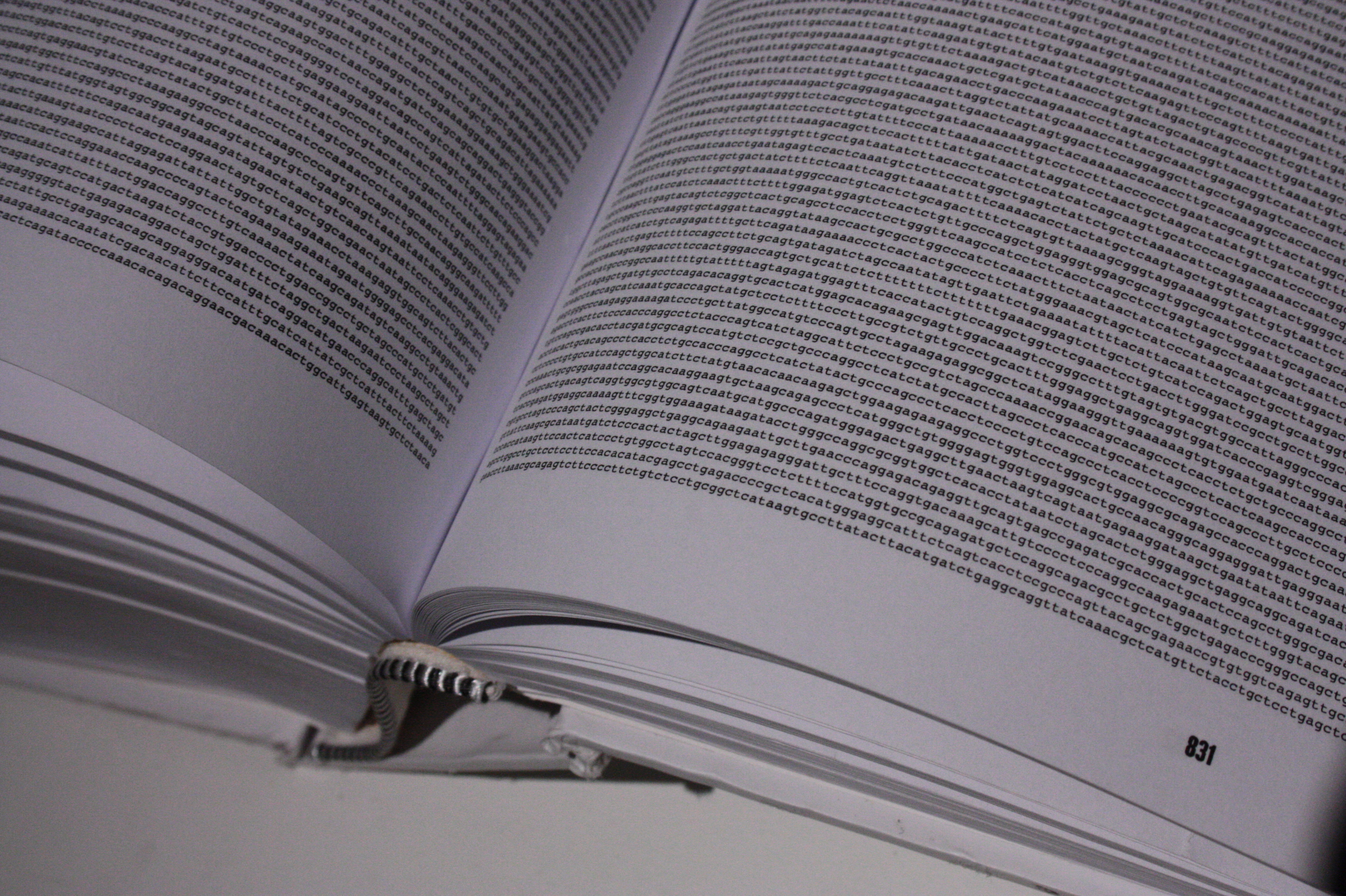
إعندما يطبع تتابع الجينوم البشري في كتب فهو يملأ نحو 100 كتاب كبير مع كتابة ضيقة. يتألف الجينوم البشري من 3و3 مليارات زوج قاعدي.

مشروعات الجينوم أو مشروع المادة الوراثية في علم الأحياء (بالإنجليزية: Genome projects)، هي مشروعات علمية في مجال الجينات تهتم بتعيين تتابع الجينات بالكامل لعدد من الكائن الحية، منها النبات، والحيوان، وفطر، وبكتيريا، وبكتيريا قديمة، وطلائعيات وحتى فيروسات. كما يهتم المشروع بتعيين الجينات في كل نوع من تلك الأنواع، التي في استطاعتها تشفير بروتينات، وبعض الخواص الأخرى المتعلقة بشفرة الجينات.
إن تتابع الجينات لأحد الكائنات يشمل تتابعاه مجموع الدنا لكل كروموسوم في نواة خلية الكائن الحي. 
وفي حالة بكتيريا تحوي كروموسوما واحدا، فإن مشروع الجينوم بالنسبة لها يكون هدفه تعيين تتابع [[زوج قاعدي|ازواج القواعد] في هذا الكروموسوم.
وبالنسبة للإنسان والذي يحتوي الجينوم تبعه 22 زوجا من الكروموسومات بالإضافة إلى  2 كروموسومات جنسية، فإن تتابع الجينوم بالكامل سوف يشمل 46 كروموسوما.
ولقد تم في عام 2003 تعيين تتابع الجينوم البشري في مشروع الجينوم البشري وكان ذلك عملا هائلا اشترك فيه نحو 2000 من أحسن العلماء يعملون في 22 معهد وكليات جامعية متخصصة في الولايات المتحدة وبعض البلاد الأخرى - استغرق هذا البحث نحو 15 عاما - وبعدها بدأ الإنسان يعرف نفسه وتكوينه العظيم. يأمل العلماء من ذلك في معرفة بعض الأمراض الوراثية، وكيفية نشأة بعض الأمراض مثل السرطان والألزهايمر، ويأملون في التوصل إلى علاج لها ولأمراض أخرى مثل السكري والأيدز، وانفلونزا الخنزير والطيور والخيول وغيرها.

## تتابع الجينوم

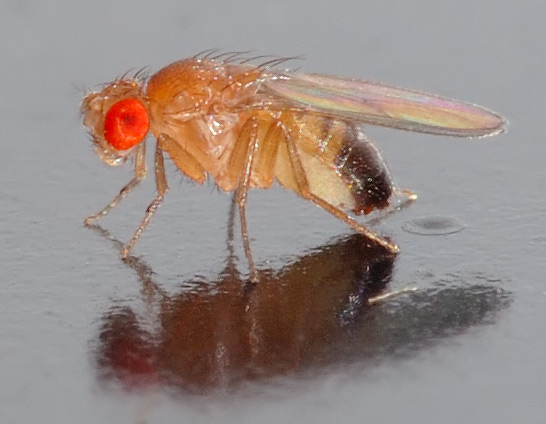
ذبابة الفاكهة، أحد الكائنات الحية العليا التي تم juddk تسلسل جينومها بالكامل.

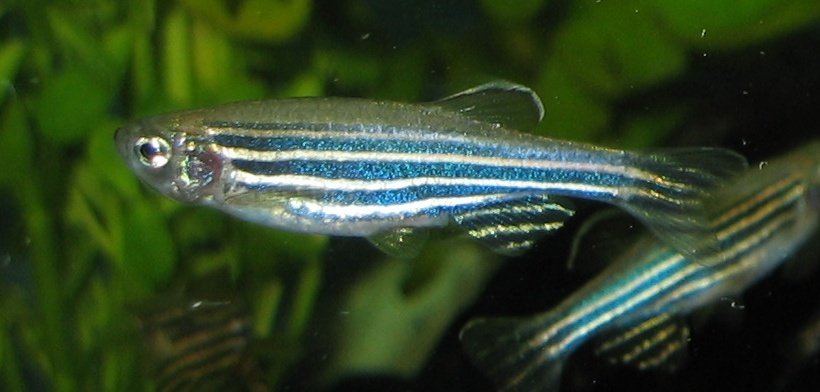
سمكة الزيبرا دانيو، وهي كائن حي آخر من نماذج الكائنات الحية

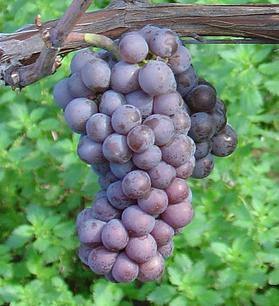
يهدف برنامج جينوم العنب الدولي إلى التحكم في جودة النبيذ.

تتابع الجينوم يعني عملية أخذ عدد كبير من الأجزاء قصيرة من الدنا ثم تركيبها مرة ثانية لتشكيل الكروموسومات المعنية التي أخذ الدنا منها. في مثل هذا المشروع حيث تجرى تتابعات قفزية ويجري خلالها تقسيم كل الدنا لكائن ما - سواء كان بكتيريا أو حيوان ثديي - إلى ملايين من الأجزاء القصيرة. ثم «تقرأ» تلك الأجزاء عن طريق جهاز آلي يقوم بقراءة تتابع القواعد في كل منها، وتستطيع الآلة قراءة 1000 نوكليوتيد أو قاعدة في وقت واحد.
(القواعد هي أدنين، و غوانين، و سيتوسين، و ثيمين، وهي تمثل بالحروف التالية: A G C T.) وعن طريق إعادة تشكيل التتابع الجيني بإعادة تركيب الأجزاء كل في مكانه ويتم تحديد المواقع التي تتطابق فيها القراءات المفردة. ثم تلتحم القراءات المطابقة وتستمر العملية.
يعتبر تتابع الجينوم عملية حاسوبية بيولوجية معقدة، وتأتي تلك الصعوبة من أن الكروموسومات تتكون من أعداد كبيرة من تتابعات متماثلة؛ تتابعات متكررة على الدنا في بعض اجزائه. وقد تكون تلك الأجزاء المتكررة طويلة وتحوي آلاف من النوكليتيدات، وبعضها يتكرر في مواقع مختلفة، وعلى الأخص في الكائنات ذات جينوم كبير (مجموع الكروموسومات)، مثل النباتات والحيوانات.
تتابع الجينوم (الابتدائي) الناتج ينتج عن طريق جمع كل معلومات الأجزاء المسماة كونتيج contig التي عينت عليها 
تتابع القواعد والنوكليوتيدات. بذلك يتعرف على تتابع القواعد والنوكليوتيدات في جميع كروموسومات الكائن الحي - وهذا ما يعرف بجينوم الكائن الحي.

## شرح الجينوم
عملية شرح الجينوم هي عملية معرفة البيانات الحيوية الموجودة على الدنا.
وهي تتكون من ثلاثة خطوات رئيسية:
1. معرفة أجزاء الجينوم التي لا تشيفر بروتين (وبالتالي لا تنتج بروتين)
2. معرفة القواعد على الجينوم، وهي عملية تسمى تنبؤ بالمورثات
3. معرفة البيانات الحيوية المتعلقة بتلك النوكليوتيدات.

وقد ابتكرت أجهزة تعمل آليا للقيام بتلك العمليات عن طريق التحليل الحاسوبي، بدلا من عمليات التحليل التي كانت تتم في الماضي يدويا وتحتاج إلى باحثين متخصصين. وفي الواقع يجرى التحليل بالطريقتين حيث يتمم كل منهما الآخر.

## متى يعتبر مشروع جينوم منتهيا?
عند تعيين تتابع جينوم تواجه بعض المواضع بصعوبات في التعيين (وغالبا ماتكون تلك المواقع مليئة بمتكررات الدنا. هذا يجعل تعيين الجينوم كاملا صعبا المنال، وقد ينتهي الأمر مؤقتا بإعداد «مسودة» أو «عمل شبه كامل» للتعريف بأن هناك لا يزال عمل مطلوب لاستكشاف بقية في مشروع جينوم. وحتى لو عيينا جميع الأزواج القاعدية لتتابع جينوم، فيوجد احتمال في وجود بعض الأخطاء بسبب صعوبة عملية تعيين التتابع في الدنا. كما يمكن القول بأن مشروع جينوم كامل لا بد وأن يشمل تعيين التتابع في المتقدرات، وبالنسبة للنباتات التابع في البلاستيدات الخضراء (كلوروبلاست) لأن تلك العضيات لها جينومها الخاص.
ويعتبر بعض الباحثون أن الغرض من تعيين التتابع في الجينوم هو الحصول على معلومات عن مجموعة المورثات (الجينات) كاملة المتعلقة بهذا التتابع الجينومي. فقد يكون جزء الدنا الذي يحوي جينات مشيفرة صغير جدا (وعلى الأخص في حقيقيات النوى مثل الإنسان، حيث الدنا المشيفر لا يبلغ إلا نسبة مئوية صغيرة من التتابع الكامل. ولكن ليس من الممكن دائما (أو ليس المطلوب دائما) تعيين التتابع في المناطق المشفرة فقط. أي أنه عندما يتوصل فهم العلماء دور لدي أن إيه غير مشفر فهما أكثر دقة (وهي مناطق تسمى فضلة دنا) فيصبح من المهم تعيين تتابع جينوم بأكمله كأساس لفهم المورثات وبيولوجيا كائن حي بذاته.
في كثير من الأحيان لا يكتفي مشروع جينوم بتعيين التتابع في دنا أحد الكائنات. ففي حالات كثيرة تشمل تلك المشاريع تعيين التنبؤ بالمورثات بغرض معرفة موقع الجينات في الجينوم وما هي وظيفة تلك الجينات. كما توجد أيضا مشروعات منتمية تختص بتتابع الرنا المرسال ووتتابع التعبير الجيني لتحديد مواقع الجينات على الدنا وبالتالي على الكروموسومات.

## اقرأ أيضا
- مشروع الجينوم البشري
- جين
- منطقة مشفرة
- كروموسوم
- تحليل الجينات
- كودون بدء
- فضلة دنا
- اختلال الصيغة الصبغية
- قائمة مشاريع عملاقة
- مشروع جينوم الشمبانزي